# Esperanzas
Esperanzas es el nombre de la segunda producción discográfica de la cantante mexicana de pop latino Yuri. Producido por Julio Jaramillo y el argentino Rafael Trabucchelli, el álbum salió a la venta el 28 de junio de 1980; con este álbum, Yuri inició el reconocimiento en su país y en América Latina.[cita requerida]

## Antecedentes
A comienzos de la década de 1980, una década definitiva para el éxito de su carrera artística, Yuri viajó por primera vez a España para grabar la mitad de este disco producido por el que fuera en ese entonces uno de los productores más exitosos de habla hispana y director artístico de Hispavox: Rafael Trabucchelli, ya que la otra mitad ya la había grabado en México con el productor Julio Jaramillo. Empieza a llegar el tan anhelado y esperado éxito con este disco, ya que logra sus primeros discos de oro, tanto en México como en diversos países de América Latina.

## Recepción
Logra colocar su primer gran éxito, «Esperanzas», un cover del dueto español Pecos de su producción Concierto para adolescentes (1978) que su tema no logró entrar a México ni a muchos países de América Latina. Este disco se edita en varios países. Y Yuri comienza con su carrera actoral con su intervención en la telenovela Colorina al lado de Lucía Méndez y otra participación en la telenovela “Verónica” con Christian Bach. Con esto y con la fuerte promoción que se le dio al disco, los temas “Primer amor”, “Goma de mascar” y “Regresarás” también se escuchan con mucha fuerza en las estaciones de radio latinoamericanas. Contiene la versión “Si me recuerdas” que es la versión al español de la canción “If you remember me” que fue el tema de la película “The Champ” (El campeón).

## Lista de canciones
| Pista | Título                               | Autor(es)                                              | Duración |
| ----- | ------------------------------------ | ------------------------------------------------------ | -------- |
| 01    | Primer amor                          | D. Vaona; E. Ballesteros                               | 3:33     |
| 02    | Goma de mascar                       | E. Millán                                              | 3:38     |
| 03    | Esperanzas                           | P José Herrero Pozo                                    | 4:07     |
| 04    | Bailad (The Clapping Song)           | L. Chose                                               | 2:28     |
| 05    | Regresarás                           | C. Puerto; J. Luz                                      | 2:57     |
| 06    | Eso que llaman amor                  | N. Méndez                                              | 3:15     |
| 07    | Ease On Down The Road                | C. Small: Ver. en español: Raúl Bermejo                | 2:47     |
| 08    | Si me recuerdas (If You Remember Me) | C. Bayer; M. Hamalish; Ver. en español: J. Ballesteros | 2:51     |
| 09    | Nunca he sido tan feliz              | B. Silvetti; M. Totis                                  | 4:18     |
| 10    | Nuestro día                          | Lolita de la Colina                                    | 3:12     |